# Casablanca Records
Casablanca Records (luego también «Casablanca Record and Filmworks») es un sello discográfico estadounidense con base en Los Ángeles, fundado por Neil Bogart, quien se asoció con Cecil Holmes, Larry Harris y Buck Reingold, en 1973, cuando estos abandonaron «Buddah Records».
En principio la empresa fue financiada con capital de Warner Bros. Records, y tuvo entre su personal de artistas al grupo Kiss, Donna Summer, Cher, Giorgio Moroder o Village People, entre los actos más populares.
Poseía además una filial productora de cine: «Casablanca Filmworks», entre cuyas películas se podrían citar "Expreso de medianoche", "Abismo" o "Foxes" (esta última, promocionada con la canción de Donna Summer, "On the Radio"). 
La multinacional PolyGram adquirió una participación del 50 por ciento de Casablanca en 1977 por $ 15 millones, sin embargo, en 1980 Polygram revendió las acciones de la misma a Bogart, debido a las irregularidades y al mal rendimiento de sus producciones. 
Posteriormente, ya a principios de los 80, Casablanca incorporó a su catálogo otros artistas de música disco como Lipps Inc. o Irene Cara, aunque ya sin tanto éxito. 
Finalmente la compañía sobrevivió en un nicho comercial con su catálogo de artistas, siendo absorbido por Mercury Records. 
En 2000, se reactivó el nombre de una empresa conjunta entre Universal Music Group y Tommy Mottola. En un artículo de Billboard, Mottola dice que escogió el nombre como un homenaje a la firma original, pero que no había relación directa entre ambas compañías. 
Casablanca fue por un momento parte del subsello «Universal Motown Republic Group» hasta que este desapreció en 2012 y quedó simplemente como una sub-disquera de Republic Records.
- Datos: Q1046707
- Multimedia: Casablanca Records / Q1046707